# North American Computer Chess Championship
Die North American Computer Chess Championship (kurz: NACCC, deutsch „Nordamerikanische Computerschachmeisterschaft“, auch genannt „ACM-Meisterschaft“ oder „ACM-Turnier“) war eine von 1970 bis 1994 zumeist jährlich stattfindende Nordamerikameisterschaft im Computerschach, die von der Association for Computing Machinery (ACM) ausgerichtet wurde.

## Geschichte
Die erste Meisterschaft fand im September 1970 noch unter dem Namen 1st ACM United States Computer Chess Championship in New York statt. Sie war gleichzeitig die erste große Computerschachmeisterschaft der Geschichte. Organisiert wurde sie von Monty Newborn, damals Professor für Elektrotechnik an der Columbia University in New York City, später Informatik-Professor an der McGill University von Montreal. Zum Turnier zugelassen waren alle Arten von Computer-Schachprogrammen und auch Schachcomputer.
Im Jahr 1975 wurde sie von den USA auf ganz Nordamerika ausgedehnt und bekam ihren neuen Namen ACM North American Computer Chess Championship, bevor sie 1991 als ACM International Computer Chess Championship für die letzten vier Jahre ihres Bestehens zur offenen Meisterschaft wurde. Als im Jahr 1995 der Supercomputer Deep Blue als weiter verbesserter Nachfolger des bereits seit 1988 das Turnier beherrschenden Deep Thought entwickelt wurde, gab man die ACM Championship auf. Deep Blue gelang es 1996 als erstem Computer, den damals amtierenden Schachweltmeister Garri Kasparow in einer Partie mit regulären Zeitkontrollen zu schlagen. 1997 gewann Deep Blue gegen Kasparow einen ganzen Wettkampf aus sechs Partien unter Turnierbedingungen.
Die folgende Tabelle zeigt alle ACM-Computerschachmeisterschaften mit den jeweiligen Titelträgern:
| Nr | Jahr | Ort           | Sieger            |
| -- | ---- | ------------- | ----------------- |
| 1  | 1970 | New York      | Chess 3.0         |
| 2  | 1971 | Chicago       | Chess 3.5         |
| 3  | 1972 | Boston        | Chess 3.6         |
| 4  | 1973 | Atlanta       | Chess 4.0         |
| 5  | 1974 | San Diego     | Ribbit            |
| 6  | 1975 | Minneapolis   | Chess 4.4         |
| 7  | 1976 | Houston       | Chess 4.5         |
| 8  | 1977 | Seattle       | Chess 4.6         |
| 9  | 1978 | Washington    | Belle             |
| 10 | 1979 | Detroit       | Chess 4.9         |
| 11 | 1980 | Nashville     | Belle             |
| 12 | 1981 | Los Angeles   | Belle             |
| 13 | 1982 | Dallas        | Belle             |
| 14 | 1983 | New York      | Cray Blitz        |
| 15 | 1984 | San Francisco | Cray Blitz        |
| 16 | 1985 | Denver        | HiTech            |
| 17 | 1986 | Dallas        | Belle             |
| 18 | 1987 | Dallas        | ChipTest-M        |
| 19 | 1988 | Orlando       | Deep Thought 0.02 |
| 20 | 1989 | Reno          | HiTech            |
| 21 | 1990 | New York      | Deep Thought      |
| 22 | 1991 | Albuquerque   | Deep Thought II   |
| 23 | 1993 | Indianapolis  | Socrates          |
| 24 | 1994 | Cape May      | Deep Thought II   |